# (11673) Baur
(11673) Baur – planetoida z grupy pasa głównego asteroid okrążająca Słońce w ciągu 3,32 lat w średniej odległości 2,22 j.a. Została odkryta 26 stycznia 1998 roku w obserwatorium w Farra d'Isonzo. Nazwa planetoidy pochodzi od Johanna M. Baura – niemieckiego astronoma amatora.